# Bahnhof Neckarbischofsheim Nord

Der Bahnhof Neckarbischofsheim Nord liegt an der Badischen Schwarzbachtalbahn, Teil der ehemaligen Badischen Odenwaldbahn. In Neckarbischofsheim Nord hat die Krebsbachtalbahn nach Hüffenhardt ihren Ausgangspunkt.

## Lage
Der Bahnhof liegt im Kraichgau, etwa zwei Kilometer nordwestlich der Stadt Neckarbischofsheim auf der Gemarkung von Waibstadt-Bernau. Betrieblich ist es ein Anschlussbahnhof.

## Geschichte
Am 1. Oktober 1887 entstand mit der Billetausgabestelle für Personenverkehr in der Wartstation 35 – dem Bahnwärterhaus kurz vor der Straßenunterführung aus Richtung Waibstadt – eine Station namens „Neckarbischofsheim“ an der 1862 eröffneten Bahnstrecke Meckesheim–Neckarelz. Dort gab es einen Wartesaal erster Klasse für die Herren von Helmstatt.
Da die Kalkbrüche im Krebsbachtal zwischen den Gemeinden Helmhof und Obergimpern einen Bahnanschluss günstig erscheinen ließen, entstand die etwas weiter nördlich abzweigende private Krebsbachtalbahn, eine Stichbahn nach Hüffenhardt. Sie wurde am 15. Oktober 1902 – zusammen mit dem heutigen Bahnhof, damals mit dem Namen Neckarbischofsheim Staatsbahnhof – eröffnet. In den 1920er Jahren wurde der Bahnhof in Neckarbischofsheim Reichsbahn umbenannt, 1949 in Neckarbischofsheim Nord.
Die Abfahrtsstelle der Züge der Krebsbachtalbahn liegt vor dem Bahnhofgebäude. Östlich des Empfangsgebäudes gibt es zwei Übergabegleise, in deren Fortsetzung die Südwestdeutsche Verkehrs-Aktiengesellschaft (SWEG) eine Werkstatt betrieb. Zusätzlich vermietete die SWEG seit Anfang 2008 Teile der Werkstätten an den Mosbacher Lokomotivhersteller Gmeinder, der die Endmontage seiner Lokomotiven von Mosbach in sein neues „Werk II“ verlagerte. Im Juni 2008 konnte der erste Rollout einer in Waibstadt-Bernau modernisierten Lok gefeiert werden. Inzwischen betreibt die Alstom Transport Deutschland dort ein Service Center.
Ab 1969 gingen einige Triebwagen der Krebsbachtalbahn auch auf die Schwarzbachtalbahn über. 1982 pachtete die SWEG diese Strecke. Der Pachtvertrag endete 2009 mit dem Beginn des Ausbaus zur S-Bahn-Strecke. Gleichzeitig wurde der regelmäßige Personenverkehr nach Hüffenhardt eingestellt. Ein Förderverein Krebsbachtalbahn erreichte, dass ein Ausflugsverkehr in den Sommermonaten an Sonntagen von der Nahverkehrsgesellschaft Baden-Württemberg bestellt wurde. Betreiber dieser Strecke ist seit 2013 die Erms-Neckar-Bahn.

## Betrieb
Der Bahnhof wird von der Linie S 51 der S-Bahn RheinNeckar im Stundentakt zwischen 5 und 24 Uhr, montags bis freitags mit Verdichtung zum Halbstundentakt, bedient. Eingesetzt werden Elektrotriebwagen der Baureihe 463.
An Sonn- und Feiertagen von Mai bis Oktober findet auf der Krebsbachtalbahn ein Ausflugsverkehr statt. Im Jahr 2010 verkehrten Uerdinger Schienenbusse. Im Jahr 2011 verkehrten Esslinger Triebwagen.
| Linie | Verlauf | Takt       | Betreiber      |
| ----- | --- | ---------- | -------------- |
| S 51  | Heidelberg Hbf – Heidelberg-Weststadt/Südstadt – Heidelberg-Altstadt – Heidelberg-Schlierbach/Ziegelhausen – Heidelberg Orthopädie – Neckargemünd – Bammental – Reilsheim – Mauer (b Heidelberg) – Meckesheim – Eschelbronn – Neidenstein – Waibstadt – Neckarbischofsheim Nord – Helmstadt (Baden) – Aglasterhausen Heidelberg–Meckesheim vereinigt mit S 5 nach Eppingen Stand: Fahrplanwechsel Dezember 2021 | 60 min     | DB Regio Mitte |
| RB 79 | Neckarbischofsheim Nord – Neckarbischofsheim – Siegelsbach – Hüffenhardt (nur an Sonn- und Feiertagen von Mai bis Oktober) | 60/120 min | UEF GmbH       |